# БИЧ-14
БИЧ-14 — Экспериментальный лёгкий транспортный самолёт, построенный по схеме «летающее крыло», конструктора Бориса Черановского.

## Постройка
В результате продувок в аэродинамической трубе модели самолёта БИЧ-10 проект был несколько доработан. Новый самолёт получил обозначение БИЧ-14 и был построен в 1934 году на заводе имени В. Р. Менжинского. В конце 1934 года лётчик Юлиан Пионтковский совершил на нём первые полёты.

## Конструкция
Самолёт был построен из дерева и имел полотняную обшивку. Пятиместная кабина была изготовлена дуралюмина и плавно переходила в вертикальное оперение. Для снижения лобового сопротивления на двигателях были установлены кольца Тауненда. Закрылки-элероны и рули высоты были почти симметричного профиля.

## Испытания
В 1936 году самолёт был передан для испытаний в НИИ ВВС. Испытывали его лётчики П. М. Стефановский, М. А. Нюхтиков, И. Ф. Петров. Выявилась недостаточная устойчивость и управляемость самолёта, низкие лётные характеристики. Закрылки и рули высоты оказались малоэффективными, требовался большой расход рулей на посадку. Руль направления, находившийся вне зоны обдувки винтов, имел низкую эффективность. Испытания продолжались до 1937 года. По их результатам самолёт был признан неудачным.

## Лётно-технические характеристики
- Размах крыла, м — 16,20;
- Длина самолета, м — 6,00;
- Площадь крыла, м2 — 60,00;
- Масса, кг:
  - пустого самолета — 1285;
  - максимальная взлётная — 1900;
- Двигатели — 2 × ПД М-11;
- Мощность, л. с. — 2 × 100;
- Максимальная скорость, км/ч — 220;
- Крейсерская скорость, км/ч — 190;
- Экипаж, человек — 1;
- Полезная нагрузка — до 4 пассажиров.